# Smokingklänning
Smokingklänning är en klädsel som kan bäras av kvinnor i sammanhang då klädkoden "smoking" angetts. Den består av en klänning alternativt kjol och en överdel som exempelvis en jacka; klänningen/kjolen kan i princip vara i vilken längd som helst. Idag accepteras även långbyxor försåvida de är skurna som "aftonbyxor" (långa, vida, svepande - lätt att missta för en kjol) och är i material som en kjol.
En smokingklänning är något enklare än frackklänning. Traditionellt har damernas smokingklädsel alltid varit mindre urringad och inte heller helt barärmad. Det avgörande i många fall är dock snarast materialet: en kort klänning räknas som smokingklänning om den är i ett exklusivt tyg som en finare sidenvariant medan en lång klänning skall vara i enklare material än en frackklänning.